# Gustav Adolf Platz
Gustav Adolf Platz (ur. 21 listopada 1881 w Krakowie, zm. 13 września 1947 w Mannheim) – niemiecki architekt. 

## Życiorys
Od 1909 pracował z Fritzem Schumacherem w Hamburgu, cztery lata później zamieszkał w Mannheim, gdzie otrzymał etat w departamencie rozbudowy miasta. W 1923 został dyrektorem biura rozbudowy miasta i zajmował to stanowisko, do 1932, kiedy to przeprowadził się do Berlina. Przez dziesięć lat projektował, jako wolny architekt. W 1942 powrócił do Mannheim, pracował w urzędzie miasta w departamencie budownictwa. 
W 1927 napisał "Die Baukunst der neuesten Zeit", pracę stanowiącą uzupełnienie cyklu "Propyläen Kunstgeschichte", a stanowiącą próbę prezentacji historycznej architektury modernizmu. Praca ta stanowi istotny dokument na historiografię współczesnej architektury w Niemczech i Europie. 